# علاقات مالطا الخارجية

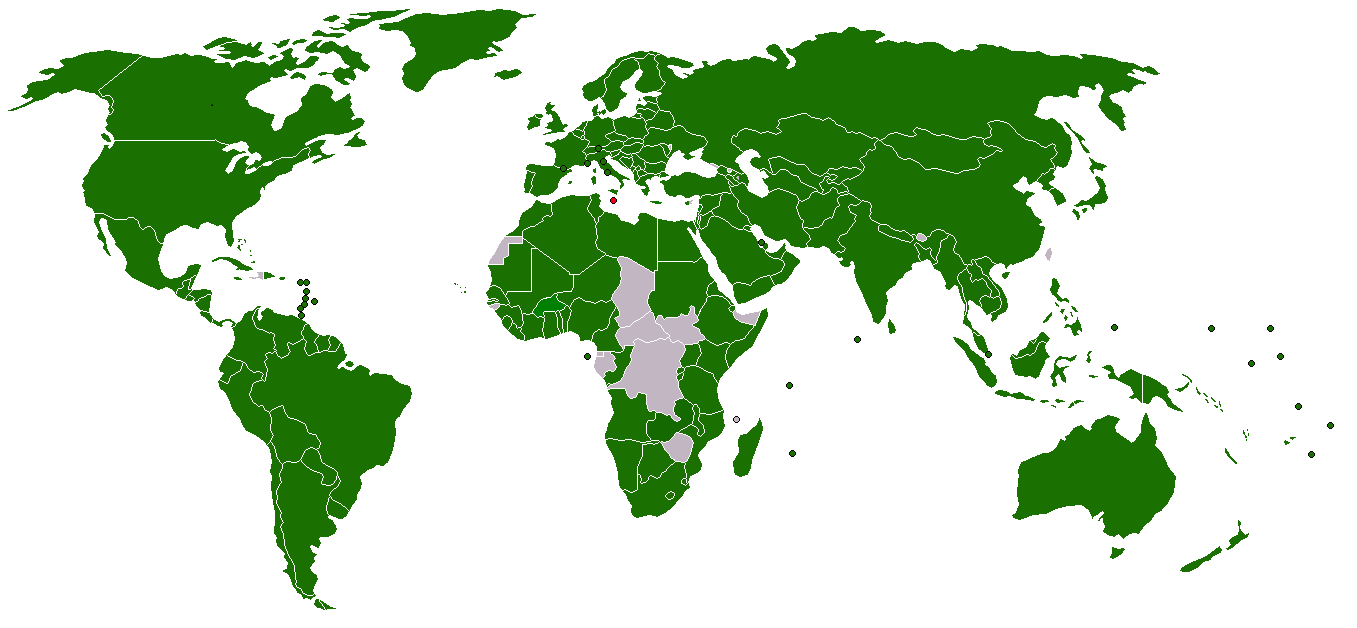
خريطة العلاقات الخارجية لمالطا

اتبعت مالطا سياسة التعاون الوثيق مع دول الناتو منذ استقلالها في عام 1964. سعت البلاد إلى إقامة علاقات مع باقي دول العالم بما في ذلك الدول الشيوعية في أوروبا الشرقية ودول حركة عدم الانحياز بدءًا من عام 1971.
ظلت البحرية الملكية متمركزة في مسفن مالطا حتى عام 1979، وجاء ذلك عقب إقبال عدة دول أعضاء في حلف الناتو (ومن ضمنهم الولايات المتحدة) على زيادة مساهماتهم المالية إلى حد كبير. سلكت مالطا نهجًا جديدًا قوامه الحياد عقب رحيلهم، وغدت عضوًا نشطًا في حركة عدم الانحياز. انضمت البلاد إلى حركة عدم الانحياز، وأضحت ثالث دولة أوروبية تقوم بذلك بعد قبرص وجمهورية يوغوسلافيا الاشتراكية الاتحادية في عام 1973. تعد مالطا من المشاركين الفاعلين في الأمم المتحدة والكومنولث ومجلس أوروبا ومنظمة الأمن والتعاون في أوروبا وعدة منظمات دولية أخرى. لطالما أعربت مالطا خلال هذه المحافل عن قلقها حيال وضع السلام والتنمية الاقتصادية في منطقة حوض المتوسط.
انسحبت مالطا من حركة عدم الانحياز، وأصبحت عضوًا كاملًا في الاتحاد الأوروبي بتاريخ 1 مايو عام 2004. كانت مالطا في السابق ترتبط مع الاتحاد الأوروبي باتفاق شراكة منذ عام 1971. أصبحت البلاد واحدة من بين عشرة أعضاء جدد انضموا للاتحاد في هذا التاريخ. تشرف وزارة الشؤون الخارجية التي تتخذ من قصر باريزيو مقرًا لها على منحى السياسة الخارجية المالطية. ترتبط مالطا بعلاقات وثيقة مع معظم البلدان ذات السيادة مع تأكيدها على زيادة التبادل التجاري والاستثمار الخارجي المباشر مع هذه الدول.

### إفريقيا
| البلد  | تاريخ توطيد العلاقات الرسمية | ملاحظات |
| مصر    | 4 نوفمبر 1965                | - لدى مالطا سفارة في القاهرة وقنصليتين فخريتين في الإسكندرية والسويس. - لدى مصر سفارة في تاشبيش. |
| غامبيا | 21 أكتوبر 1976               | - وقع البلدان على مذكرة تفاهم بخصوص مسائل الهجرة. |
| غانا   | 27 فبراير 1974               | - لدى غانا مفوضية عليا في فاليتا. - لدى مالطا مفوضية عليا في أكرا. |
| ليسوتو | 11 أبريل 2006                | - أقام البلدان علاقات دبلوماسية في ما بينهما بتاريخ 11 أبريل عام 2006. - يتمتع كلا البلدين بعضوية كاملة في منظمة دول الكومنولث. |
| ليبيا  | 15 يونيو 1965                | - أقام البلدان علاقات دبلوماسية في ما بينهما بعيد إعلان مالطا استقلالها. - لدى ليبيا سفارة في بالزان. - لدى مالطا سفارة في طرابلس. - تتمتع مالطا بعلاقة ودية مع ليبيا منذ استقلالها. وقع دوم منتوف على معاهدة صداقة وتعاون مع نظام القذافي في عام 1984. تضمنت هذه المعاهدة بروتوكولًا أمنيًا وافقت القوات الليبية بموجبه على تدريب وتسليح نظرائهم المالطيين. قامت ليبيا بتزويد مالطا بنفط خام مكرر بدءًا من عام 1975. لم يحتاج المواطنون الليبيون إلى تأشيرات لدخول مالطا حتى عام 2004.     |
| تونس   | 20 ديسمبر 1967               | - أقام البلدان علاقات دبلوماسية رسمية في ما بينهما بعيد استقلال مالطا. - لدى مالطا سفارة في تونس العاصمة. - لدى تونس سفارة في فاليتا. - يتمتع كلا البلدين بعضوية كاملة في الاتحاد من أجل المتوسط. - قالت وزارة الشؤون الخارجية التونسية حيال العلاقات مع مالطا: - أجرت مالطا وتونس مباحثات حول الاستغلال التجاري للجرف القاري الفاصل بين البلدين ولا سيما من ناحية التنقيب عن النفط. - تعد اللغة المالطية واللهجة العربية التونسية متشابهتين للغاية، ويجمعهما أواصر تاريخية غنية للغاية. |
| أوغندا | 21 يوليو 2004                | - أقام البلدان علاقات دبلوماسية في ما بينهما بتاريخ 21 يوليو عام 2004. - يتمتع كلا البلدين بعضوية كاملة في منظمة دول الكومنولث. |

### الأمريكيتان
| البلد                   | تاريخ توطيد العلاقات الرسمية | ملاحظات |
| الأرجنتين               | 28 مايو 1975                 | - تنوب سفارة الأرجنتين في روما بإيطاليا عن مالطا. - تنوب وزارة الشؤون الخارجية في فاليتا عن الأرجنتين. كذلك لدى مالطا قنصلية فخرية في بوينس آيرس. |
| البرازيل                | 23 يونيو 1975                | - تنوب سفارة البرازيل في روما بإيطاليا عن مالطا. كذلك لدى البرازيل قنصلية فخرية في فاليتا. - لدى مالطا سفارة في برازيليا. |
| كندا                    | 21 ديسمبر 1964               | - تنوب سفارة كندا في روما بإيطاليا عن مالطا. كذلك لدى كندا قنصلية فخرية في فاليتا. - تنوب سفارة مالطا في واشنطن العاصمة عن كندا. كذلك لدى كندا قنصلية فخرية في فاليتا. كذلك لدى مالطا قنصل عام في تورنتو وقنصليات فخرية في كل من مدينة كيبك وسانت جونز وإدمنتون. هذا وتوجد جالية مالطية كبيرة في كندا. - يتمتع كلا البلدين بعضوية كاملة في منظمة دول الكومنولث. |
| تشيلي                   | 11 ديسمبر 1989               | - قامت رئيسة مالطا ماري لويز كوليرو بريكا بزيارة رسمية إلى تشيلي في شهر يوليو من عام 2017. - تنوب سفارة تشيلي في روما بإيطاليا عن مالطا. كذلك لدى تشيلي قنصلية فخرية في فاليتا. - تنوب وزارة الشؤون الخارجية في فاليتا عن تشيلي. |
| غيانا                   | 12 مارس 1976                 | - أقام البلدان علاقات دبلوماسية في ما بينهما بتاريخ 12 مارس عام 1976. - يتمتع كلا البلدين بعضوية كاملة في منظمة دول الكومنولث. |
| المكسيك                 | 29 أكتوبر 1975               | - تنوب سفارة المكسيك في روما بإيطاليا عن مالطا. كذلك لدى المكسيك قنصلية فخرية في فاليتا. - تنوب وزارة الشؤون الخارجية في فاليتا عن المكسيك. |
| سانت فينسنت والغرينادين | 10 ديسمبر 2004               | - أقام البلدان علاقات دبلوماسية في ما بينهما بتاريخ 10 ديسمبر عام 2004. - يتمتع كلا البلدين بعضوية كاملة في منظمة دول الكومنولث. |
| ترينيداد وتوباغو        | 24 سبتمبر 2009               | - أقام البلدان علاقات دبلوماسية في ما بينهما بتاريخ 24 سبتمبر عام 2009. - يتمتع كلا البلدين بعضوية كاملة في منظمة دول الكومنولث. |
| الولايات المتحدة        | 21 سبتمبر 1964               | - أقامت مالطا والولايات المتحدة علاقات دبلوماسية كاملة في ما بينهما بعيد إعلان مالطا استقلالها في عام 1964. عمومًا تعد العلاقات الحالية بين البلدين نشطة وودية. كانت الولايات المتحدة متعاطفة مع حملة مالطا الساعية لجذب الاستثمارات الخاصة، وتعود ملكية أو استثمار بعض الشركات العاملة في مالطا لأمريكيين. يشمل ذلك عددًا من كبرى الفنادق ومنشآت التصنيع والصيانة وبعض المكاتب التي تخدّم العمليات المحلية والإقليمية. - لدى مالطا سفارة في واشنطن العاصمة. - لدى الولايات المتحدة سفارة في تاقلعي. |

### آسيا
| البلد      | تاريخ توطيد العلاقات الرسمية | ملاحظات |
| أرمينيا    | 7 يونيو 1993                 | - تنوب سفارة أرمينيا في روما عن مالطا. - تنوب سفارة مالطا في وارسو ببولندا عن أرمينيا. كذلك لدى مالطا قنصلية فخرية في يريفان. |
| الصين      | 31 يناير 1972                | انظر: العلاقات الصينية المالطية |
| قبرص       | 13 سبتمبر 1972               | - يتمتع كلا البلدين بعضوية في الاتحاد الأوروبي ومنظمة دول الكومنولث. - تنوب سفارة قبرص في روما (إيطاليا) عن مالطا. - تنوب سفارة مالطا في أثينا (اليونان) عن قبرص. - تعد العلاقات السياسية وثيقة بين البلدين بسبب أوجه التشابه التي تجمعهما (تاريخيًا واقتصاديًا وإقليميًا).                           |
| جورجيا     | 26 فبراير 1993               | - تنوب سفارة جورجيا في روما (إيطاليا) عن مالطا. - تنوب سفارة مالطا في موسكو (روسيا) عن جورجيا. - يتمتع كلا البلدين بعضوية كاملة في منظمة الأمن والتعاون في أوروبا ومنظمة مجلس أوروبا. |
| الهند      | 10 مارس 1965                 | - افتتحت مالطا مفوضية عليا في نيودلهي عام 2007. - افتتحت الهند مفوضية عليا في سانتا فينيرا بمالطا في مطلع عام 2018. - يتمتع كلا البلدين بعضوية كاملة في منظمة دول الكومنولث. |
| إسرائيل    | ديسمبر 1965                  | - يتمتع كلا البلدين بعضوية كاملة في الاتحاد من أجل المتوسط. - أصدرت إسرائيل عقوبات بحق مالطا وخمس دول أخرى أعضاء في الاتحاد الأوروبي في شهر ديسمبر من عام 2015، وذلك لأنهم أيدوا قرارًا يدعو إلى ضرورة تمييز السلع المصنعة في التجمعات اليهودية الواقعة في الضفة الغربية ومرتفعات الجولان عن غيرها. |
| قيرغيزستان | 19 فبراير 1993               | - أقام البلدان علاقات دبلوماسية في ما بينهما بتاريخ 19 فبراير عام 1993. - يتمتع كلا البلدين بعضوية كاملة في منظمة الأمن والتعاون في أوروبا. |